# Wywijki
Wywijki (wyłogi, wykładki, wywijacze, wypustki) – skarpety lub krótkie getry nakładane na getry, najczęściej w kolorze białym lub innym, charakterystycznym dla drużyny będące częścią munduru harcerskiego. Wywinięte, zasłaniają sznurówki butów. W regulaminie mundurowym ZHP z 2005 roku wywijki zostały usunięte (można je było nosić w okresie przejściowym do 2010 roku). Jednakże w regulaminie mundurowym z 2016 znowu zostały uwzględnione jako opcjonalna część munduru. W ZHR oraz w innych organizacjach harcerskich praktykuje się ich noszenie.